# Mustelus walkeri
Mustelus walkeri — акула з роду Гладенька акула родини Куницеві акули. Інша назва «східна гладенька акула».

## Опис
Загальна довжина досягає 111,3 см. Голова відносно коротка. Морда дещо закруглена. Очі помірно великі, вальні, з мигальною перетинкою. за ними розташовані невеличкі бризкальця. Губні борозни чітко виражені. Рот помірного розміру, дугоподібний. Зуби дрібні, розташовані у декілька рядків. Порожнину горлянки вкрито щочно-глотковими зубчиками. У неї 5 пар зябрових щілин. Тулуб стрункий. Осьовий скелет складається з 78-94 хребців. Усі плавці розвинені. Грудні плавці відносно широкі. Має 2 високих спинних плавця, довжина основи переднього спинного плавця у 1,6-2 рази більше відстані між анальним і хвостовим плавцями. Передній спинний плавець більше за задній, розташовано між грудними та черевними плавцями. Задній починається перед анальним плавцем і закінчується навпроти нього. Птеригоподії (статеві органи) самців на черевних плавцях — довгі та стрункі. Анальний плавець маленький. Хвостовий плавець гетероцеркальний.
Забарвлення спини сіре. на спині та боках розкидані білі плямочки. Черево білуватого кольору.

## Спосіб життя
Тримається на глибинах від 52 до 403 см, на континентальному шельфі та континентальному схилі. Полює переважно біля дна. Живиться ракоподібними, молюсками, а також дрібними костистими рибами.
Стосовно парування і розмноження цієї акули натепер замало відомостей.
Не є об'єктом промислового вилову.

## Розповсюдження
Мешкає біля східного узбережжя Австралії. Звідси походить її інша назва.